# Federalno ministarstvo financija
Federalno ministarstvo financija (boš. Federalno ministarstvo finansija; kraće FMF) je tijelo državne uprave u Federaciji Bosne i Herecegovine. Organi u sastavu Ministarstva su Porezna uprava FBiH i Financijska policija FBiH.
Osnovni dokumenti koji reguliraju rad ministarstva su:
- Zakon o federalnim ministarstvima i drugim tijelima federalne uprave ("Službene novine Federacije BiH" broj 19/03 i 38/05 )
- Zakon o organizaciji organa u Federaciji BiH ("Službene novine Federacije BiH"broj 35/05)
- Pravilinik o unutarnjoj organizaciji Federalnog ministarstva financija broj: 07-02-6245-1/05 od 19. srpnja 2005. godine na kojeg je Vlada FBiH 21. srpnja 2005. godine dala suglasnost aktom broj: 407/05.

Aktualni ministar je Toni Kraljević. 

## Vanjske poveznice
- Službene stranice Federalnog ministarstva financija